# Manduria
Manduria (řecky Μανδόριος nebo Μανδόνιον, latinsky Manduria nebo Manduris, pův. Casalnuovo) je italská obec v provincii Taranto v oblasti Apulie.
Žije zde přibližně 30 tisíc obyvatel.

## Historie
Již pravěké osídlení je spojováno s kmenem Mesapů, okolo roku 266 př. Kr. se dostala pod nadvládu Říma. Po zničení Saracény bylo město obnoveno v 9. stol. jako Casalnuovo, až v roce 1789 se začala znovu nazývat Manduria. Od roku 1895 je městem.